# (4000) Hipparchus
(4000) Hipparchus (1989 AV) – planetoida z pasa głównego asteroid okrążająca Słońce w ciągu 4,17 lat w średniej odległości 2,59 j.a. Odkryta 4 stycznia 1989 roku.